# Markt Indersdorf
Markt Indersdorf – gmina targowa w Niemczech, w kraju związkowym Bawaria, w rejencji Górna Bawaria, w regionie Monachium, w powiecie Dachau. Leży około 12 km na północ od Dachau, nad rzeką Glonn, przy linii kolejowej Dachau – Altomünster.

## Demografia
Dane o ludności z 31 grudnia 2008:
| Opis                                | Ogółem | Ogółem | Kobiety | Kobiety | Mężczyźni | Mężczyźni |
| ----------------------------------- | ------ | ------ | ------- | ------- | --------- | --------- |
| Jednostka                           | osób   | %      | osób    | %       | osób      | %         |
| Populacja                           | 9322   | 100    | 4667    | 50,06   | 4655      | 49,94     |
| Wiek przedprodukcyjny (0–17 lat)    | 1883   | 20,2   | 897     | 9,62    | 986       | 10,58     |
| Wiek produkcyjny (18–65 lat)        | 5959   | 63,92  | 2959    | 31,74   | 3000      | 32,18     |
| Wiek poprodukcyjny (powyżej 65 lat) | 1480   | 15,88  | 811     | 8,7     | 669       | 7,18      |

## Polityka
Wójtem gminy jest Josef Kreitmeir, rada gminy składa się z 20 osób.
|      | CSU | SPD | FW | Um(welt)denken | BB Niederroth | WV Eichhofen-Hirtlbach-Westerholzhausen | Razem |
| 2008 | 6   | 2   | 5  | 4              | 2             | 1                                       | 20    |
| 2002 | 6   | 2   | 7  | 2              | 2             | 1                                       | 20    |